# White Sands Space Harbor

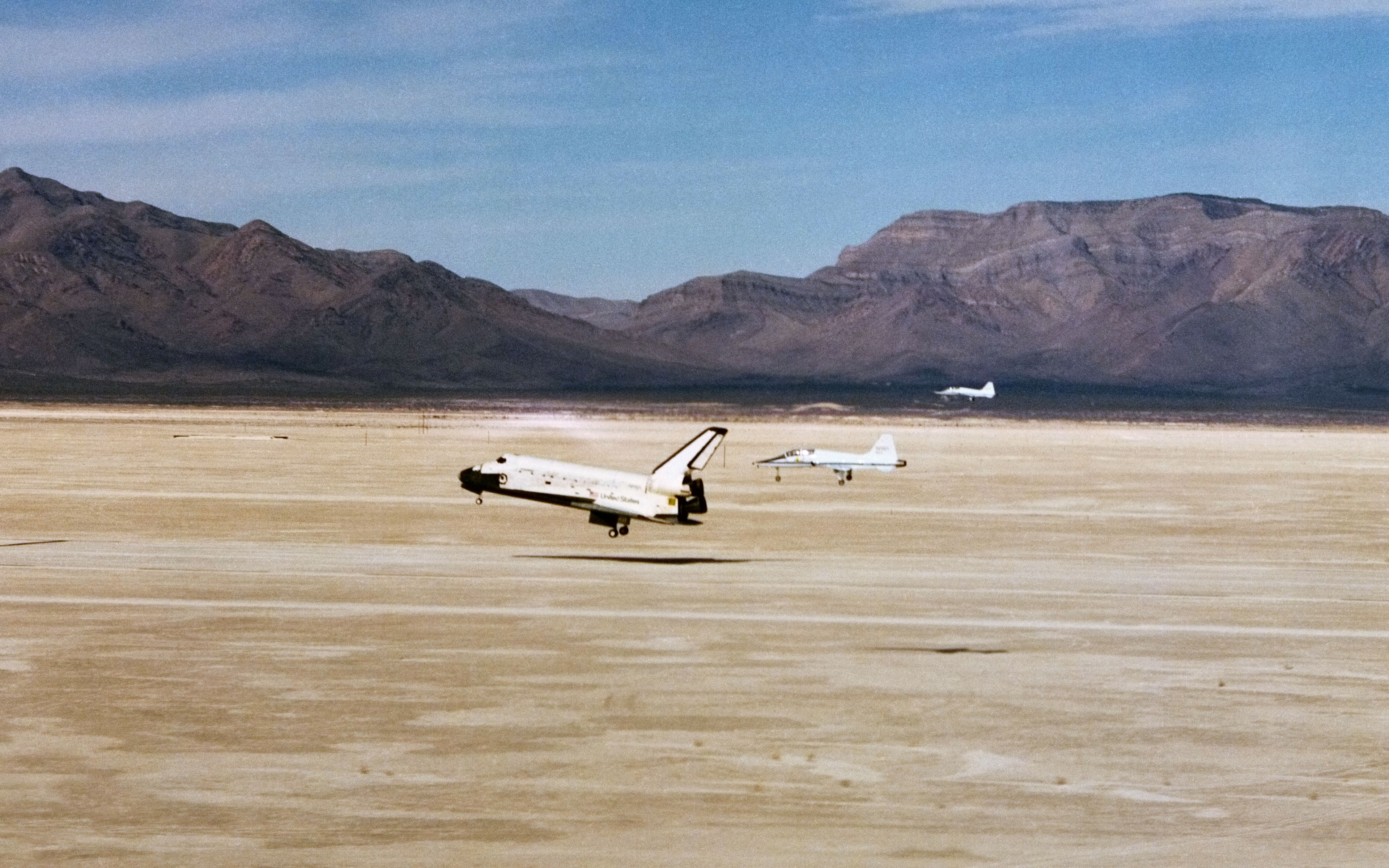
Raketoplán Columbia doprovázen letouny T-38 při přistání

White Sands Space Harbor (WSSH) je hlavní tréninková oblast pro piloty raketoplánů Space Shuttle americké agentury NASA. K nácviku zde slouží letouny Northrop T-38 Talon a Shuttle Training Aircraft, což je upravená verze civilního Grumman Gulfstream II. Zdejší přistávací dráhy a veškeré podpůrné vybavení je stále připraveno na nouzové přistání raketoplánu. WSSH leží v prostoru White Sands Missile Range a spadá pod White Sands Test Facility.
Pro výcvik pilotu raketoplánů byla roku 1976 vybrána runway nesoucí jméno Northrup Strip, poté byla přidána druhá runway křížící původní přistávací dráhu. Roku 1979 byly obě dráhy prodlouženy na délku 10 668 metrů aby vyhovovaly požadavkům na záložní dráhu pro raketoplány. Konalo se zde pouze jediné přistání a to mise STS-3 raketoplánu Columbia. Právě po tomto přistání udělil americký kongres oblasti název White Sands Space Harbor.

## Kapacity a vybavení

### Přistávací dráhy

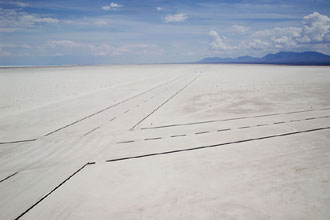
Runwaye na WSSH

WSSH může přijmout jakékoli letadlo ve službách NASA a většinu strojů amerického letectva. Přistály zde již jedny z největších letadel, jako C-17 Globemaster III, C-5 Galaxy, B-52 Stratofortress a Boeing 747. Kvůli omezím vyplývajícím z provozu White Sands Missile Range a aktivit NASA je možnost přistání zde omezena a povolení k přistání musí vydat obě zařízení. Pro přistání raketoplánu Space Shuttle jsou certifikovány dvě runwaye , obě s délkou přibližně 11 kilometrů a šířkou 91 metrů, třetí runway má délku 3,9 km a je 46 metrů široká. První runway ve směru sever-jih je uzpůsobena tak aby simulovala přistávací dráhu na Kennedyho vesmírné středisku na Floridě a druhá runway ve směru východ-západ simuluje dráhu na Edwardsově letecké základně v Kalifornii. Třetí zkrácená dráha je určena pro simulace transatlantického nouzového přistání na dráze v Ben Guerir v Maroku a používá se i pro simulaci přistání na letecké základně Morón ve Španělsku a základny Istres v jižní Francii.

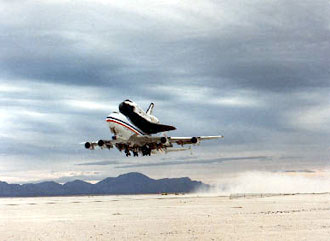
Shuttle Carrier Aircraft s raketoplánem Columbia na WSSH

White Sands Space Harbor je jedním ze tří zařízení vybraných k nouzovému přistání raketoplánu Space Shuttle. Pro mise s vysokým sklonem dráhy (více než 51,6°) jde o primární místo přistání, pro mise k ISS je sekundární. Všechny tři runwaye jsou stále upravovány a probíhá zde výcvik pilotů. Dvě dlouhé dráhy jsou neustále zarovnávány a odchylka povrchu je měřena laserem a nesmí překročit 25 mm. Tak je zajištěna stálá připravenost k nouzovému přistání raketoplánu. Povrch obou má dostatečnou únosnost, aby unesl soustavu Shuttle Carrier Aircraft s raketoplánem „na zádech“ i zařízení pro zvedání raketoplánu.

### Navigační a signalizační vybavení
Pro navigaci a pomoc při přistání je WSSH vybaven řadou systémů. Pro přistání pomocí přístrojů je používán systém TACAN (Tactical Air Navigation), která používají vojenská i civilní letadla. Tento systém vysílá na frekvenci 1 GHz a má dosah 483 kilometrů (300 námořních mil) a pilot orbiteru jej zachytí, jakmile opustí zónu radiového rušení vlivem průletu atmosférou. Každý Orbiter má tři nezávislé soupravy TACAN, každá se dvěma anténami. Pro přesné navedení na dráhu jsou dráhy vybaveny mikrovlnným systémem MSBLS (Microwave Scanning Beam Landing System), který měří parametry dráhy a posílá data zpět do orbiteru, jehož počítač poté provádí úpravy trajektorie. Zařízení pracuje je v pásmu Ku (12 - 18 GHz) a má dosah do výšky 5,5 km a vzdálenosti 28 km. Každá runway má dvě stanice, jednu pro měření úhlu sestupu a druhou pro azimut a vzdálenost.
Optické navigační prostředky se stávají z různých světelných systémů. Systém PAPI (Precision Approach Path Indicator) slouží k přesnému vizuálnímu navádění na dráhu, viditelnost se pohybuje kolem 8 km ve dne a až 32 km v noci. Systém VASI (Visual Approach Slope Indicator) slouží k zobrazení sklonu orbiteru relativně k požadovanému sklonu dráhy 1,5°. Orbiter nemá žádná vlastní přistávací světla a proto WSSH disponuje mobilními xenonovými lampami, které mají svítivost až 24 000 cd. Světla jsou umístěna po trojicích na návěsu a mají svůj vlastní generátor.

## Okolní prostředí

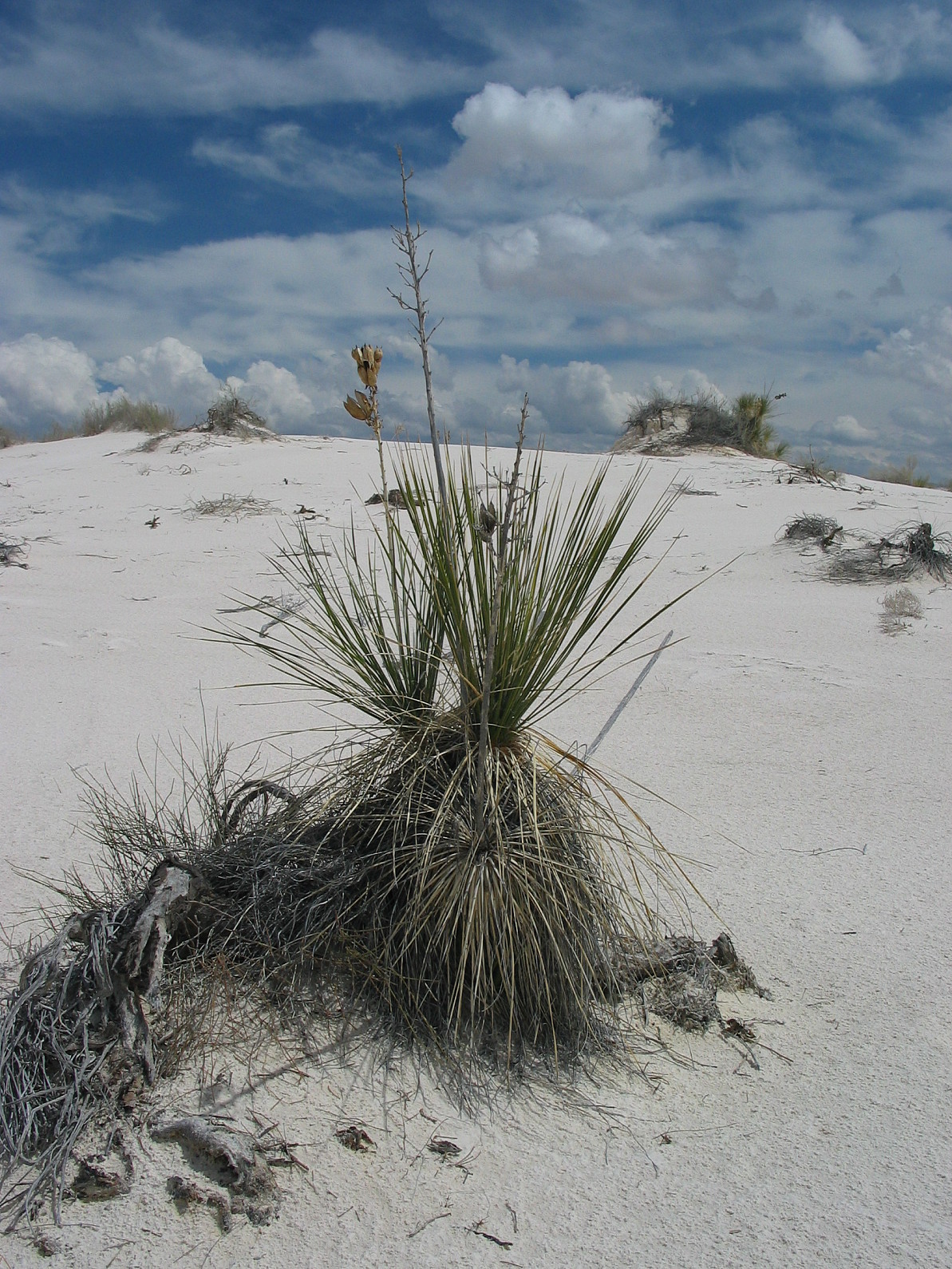
Typická vegetace oblasti White Sands

WSSH se nachází v kotlině mezi pohořími San Andres a Sacramento Mountains. Povrch je tvořen převážně sádrovcem, pocházejícím z usazenin na dně jezera, které se vypařilo před několika tisíciletími. Průměrná nadmořská výška činí 1200 metrů.

### Obecné půdní vlastnosti
Povrch je tvořen převážně bílým sádrovcovým pískem. Podloží se skládá ze sádrovcových jezerních usazenin o síle 2,4 až 6 metru. Vrstvy podloží jsou velmi hutné a dosahují pevnosti přes 490 kPa, místy je pevnost podloží až 1100 kPa. Východním směrem se nachází aktivní sádrovcové duny, které dosahuj výšky až 9 metrů. Západně leží oblast pokrytá částečně dunami a částečně pevnou půdou, složenou z náplavových jílů. Pevnost podloží je zde velmi rozdílná a pro výstavbu je potřeba provádět rozsáhlý průzkum. Ve vzdálenosti 6 - 30 km od prostor WSSH se vyskytují propady půdy. Pouštní oblast podporuje pouze velmi malé množství vegetace. Ta je většinou tvořena kaktusy a podobnou pouštní vegetací.

### Seismologie a vulkanická činnost
Nejranější záznamy o zemětřeseních v oblasti Nového Mexika pochází z let 1849 a 1850, kdy zde došlo k 28 otřesům. Mezi lety 1850 a 1904 bylo zaznamenáno dalších 11 zemětřesení. Od roku 1904 se výskyt zemětřesení zvyšuje. Provedené studie, zkoumající všechna zemětřesení od roku 1850 do roku 1973, stanovily hlavní epicentra otřesů. Jsou to: Socorro, Albuquerque, a Los Alamos v Novém Mexiku, El Paso v Texasu a hranice Nového Mexika a Colorada. Všechna epicentra kromě hranice Colorada a Nového Mexika náleží do zlomu Rio Grande. Seismická aktivita na hranicích Colorada a Nového Mexika je přisuzována sopečné aktivitě. Ostatní epicentra jsou zřejmě náhodná. Oblast White Sands zažila pouze dvě velká zemětřesení, první v roce 1887 a druhé 1931.
Okolí WSTF a WSSH nese známky čtvrtohorní sopečné aktivity. Nejbližší výtoky lávy jsou San Marcial, 120 km severně, Carrizozo 200 km severovýchodně a San Miguel a Afton, 97 km jihozápadně. Tyto výtoky jsou zřejmě staré pouze několik tisíc let. V prostoru samotné základny WSTF a WSSH se nenachází žádné odhalené vyvřeliny.

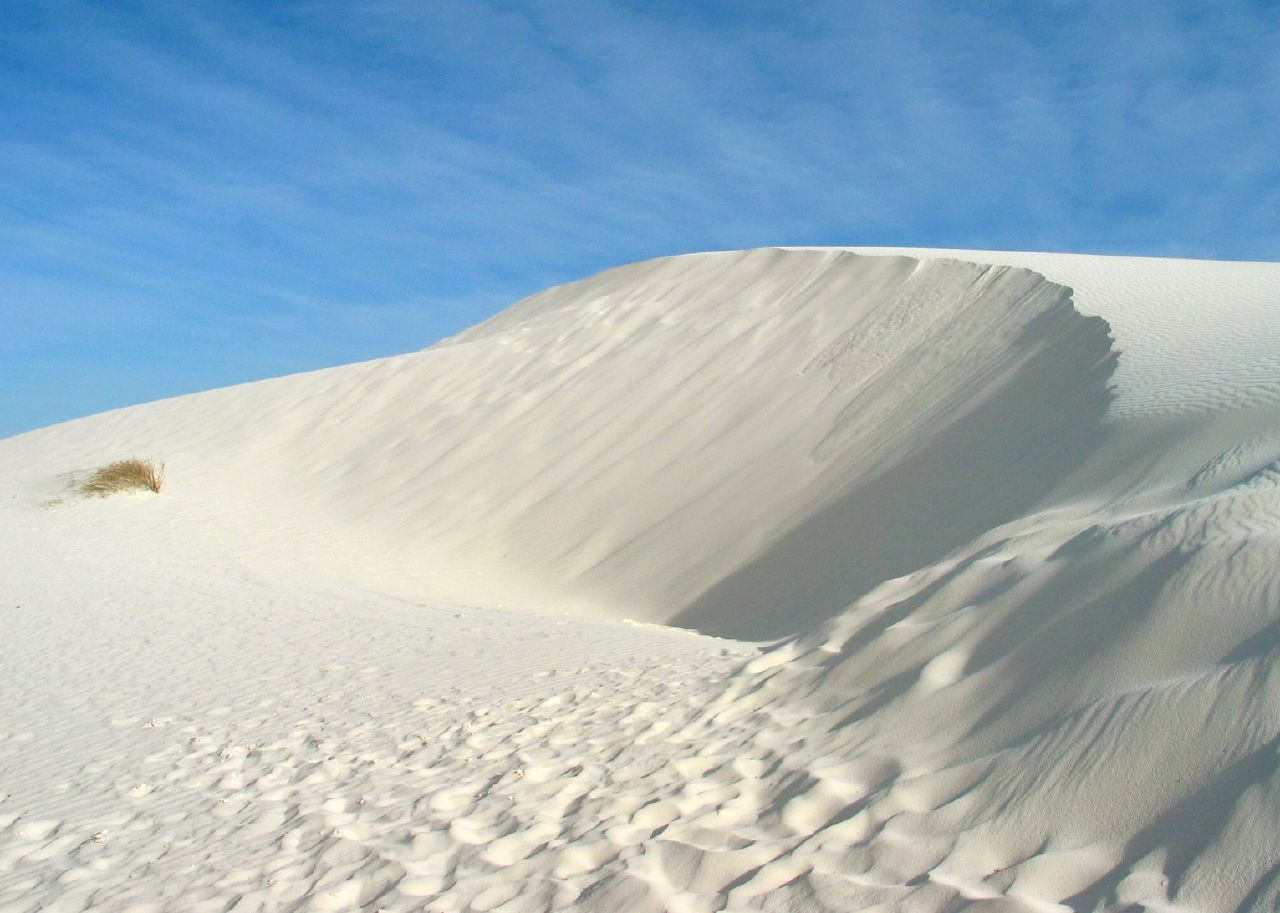
Duny poblíž White Sands

### Meteorologie a hydrologie
Oblast White Sands má pouštní podnebí s ročním úhrnem srážek 330 mm a průměrnou teplotou 17 °C. Průměrná roční vlhkost vzduchu je 44%. Převládají zde západní a jihozápadní větry. V zimě, od prosince do února dosahují denní teploty 13-16 °C, v noci teploty klesají pod bod mrazu a objevuje se i sníh. Období od března do května je zde provázeno nízkou vlhkostí a silnými jiho-západními větry. Dochází zde často k písečným bouřím, při nichž nastává bílá tma, která redukuje viditelnost na pár metrů a znemožňuje venkovní aktivitu. Léto zde trvá od konce května do konce září a teploty dosahují až 40 °C. Zbytek roku je počasí mírné se slabými větry a občasnými srážkami.
Podpovrchová voda je slaná a nehodí se k pití ani průmyslovému použití. Používá se tedy pouze pro potřeby údržby a je čerpána z rezervoáru, který je závislý na sezónních srážkách. Užitková neslaná voda je čerpána ze studny, vzdálené jednu míli (1,6 km) od základny. Studna je hluboká 204 metrů a sladká a slaná voda je zde separována na principu rozdílných hustot.